# Doug Spartz
Douglas Victor Spartz (* 5. Januar 1943 in Pennock, Minnesota (USA)) ist ein US-amerikanischer Singer-Songwriter, der seit den frühen 1960er-Jahren als Gitarrist, Bassist und Sänger aufgetreten ist und als Studiomusiker gearbeitet hat. 2006 wurde er durch das Antikriegslied Name on the Wall seines „Americana“-Albums American Stories, Lies and Tales US-weit bekannt. Spartzʼ musikalische Bandbreite reicht von Rockabilly, Rock ’n’ Roll, Blues, Folk und Country zu Rock.

## Leben und Werk
Über das Leben des US-amerikanischen Musikers Doug Spartz ist wenig bekannt. Laut eigener Aussage ist er bereits in den frühen 1960er-Jahren als Gitarrist, Bassist und Sänger der US-Bands „Fabulous Embers“, „The Furys“, „Sunshine“, „Jesse J and the Bandits“ und „Sparky & the Time Pirates“ aufgetreten. Breitenwirksamen Erfolg hatte er allerdings erst 2006 und 2007 mit seinen zwei „Americana“-Alben American Stories, Lies and Tales und The One Whoʼs Leavinʼ. Spartz hat ein Faible für dramatisch angelegte Duette, in denen er und seine Gesangspartner verteilte Rollen einnehmen, was thematisch und stimmlich für reizvolle Abwechslung sorgt. Beispielsweise nutzt das berührende Antikriegslied Name on the Wall die Duett-Form, um den heiklen Briefwechsel zwischen einem besorgten Vater und seinem im Irak stationierten Sohn wiederzugeben. Das emotionsgeladene Duett Sweet Amy porträtiert ein Elternpaar, das aus ohnmächtiger Verzweiflung darüber, dass ihre Tochter entführt und ermordet wurde, beim Freispruch eines Verdächtigten selbst von jener Mordlust überwältigt wird, die sie verurteilen. In Spartz' Liedern kommt aber auch die heitere Seite des Lebens nicht zu kurz: So schildert der vergnügliche Talkin' Americana Blues die Odyssee eines Musikers, der unbedingt seine Platte im Radio gespielt haben möchte, während das Lied Wake Me Up and Slap Me einen älteren Herrn begleitet, der sich leichtfertig in ein Liebesabenteuer stürzt, das ihn lehrt, dass die begehrte junge Blondine raffinierter war, als er gedacht hatte.
Das Lied Name on the Wall verhalf Spartz zwar zu US-weiter Bekanntheit, kam aber seiner späten Karriere nicht zugute, weil ihn Herzinfarkt und Krebserkrankung, die thematisch das Folgealbum The One Whoʼs Leavinʼ geprägt haben, beruflich ins Abseits gedrängt haben.
Doug Spartz, der gemeinsam mit Billy Lee Riley bereits Coverversionen von Bob Dylans Liedern Love minus Zero und Ring them Bells eingespielt hat, hat zudem Coverversionen von den Dylan-Liedern Forever Young und You’re a Big Girl Now veröffentlicht und 2017 in einem Interview erklärt, dass er ein komplettes Album mit Dylan-Liedern fertig habe.

## Diskografie
- 2006: Retroblaster, Blam records
- 2006: American Stories. Lies & Tales, Phono, Diamond Music Group
- 2007: The One Whoʼs Leavinʼ, Great Northern Music